# 统购统销

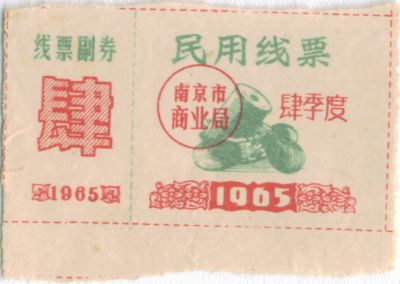
用來換棉線的線票

统购统销是中華人民共和國建立初期实行的一项控制粮食、棉花等农产品资源的计划经济政策。从1953年开始，政府在农村实行粮食计划征购，在城市实行定量配给政策，简称统购统销。有观点认为在这种政策下，中国农村和农民在1950年代至1980年代被政府剥削，最终“一贫如洗”。

## 背景
建国初期，随着经济的发展，城市和工业对粮食的需求逐渐扩大，农民自身的消费量也不断提高，加上粮商在粮食自由市场的投机活动，1953年中国出现了粮食供应紧张的局面。1953年6月，国库粮食赤字高达40亿斤，为了解决城镇人口粮食供应严重不足的难题，政务院经过反复研究，推出统购统销政策。
|                                   | 在我们之前，有两个政府实行过征购，一个是‘满洲国’政府，叫“出荷”；一个是蒋介石政府，叫“田赋强实、征收征借”。我们征购的性质与他们的征购不同，而且价格公道。 |
| ——陈云，1953年10月2日政治局扩大会 | |

## 政策的确立与发展
- 1953年10月10日，陈云在全国粮食会议上发表《实行粮食统购统销》的讲话，提出统购统销政策的思想；
- 1953年10月16日，中共中央作出《关于实行粮食的计划收购与计划供应的决议》；
- 1953年11月23日政务院发布了《政务院关于实行粮食的计划收购和计划供应的命令》；12月初开始，中华人民共和国控制区除西藏外，全国城乡开始实行粮食统购统销。
- 1954年9月政务院颁布《关于实行棉花计划收购的命令》，统购统销的范围逐渐扩大；
- 1985年改行粮棉合同订购制度，以粮食为主的农产品统购统销制度宣告结束。

## 基本内容
1. 在农村实行粮食计划征购（简称统购），统购价格和统购粮种由国家统一规定。每百斤粮食价格：面粉18.56元，大米10.82元，小米9.19元，玉米6.57元，高粱5.67元，大豆9.25元。
2. 在城市实行定量配给政策（简称统销）；
3. 粮食市场由国家严格控制，严格管制私商的自由经营；
4. 调整中央统领与地方分工负责的关系。

## 影响
积极影响：
1. 统购统销大大消除了市场的投机行为，稳定了粮食价格，缓解粮食危机，保证了国家经济建设和人民生活的需要，推动了社会主义建设和社会主义改造的顺利进行。[來源請求]
2. 统购统销政策实现了在资源短缺情况下资源的合理配置，为中国工业的发展提供了原始的资本积累，确保了中国工业化的顺利进行。[來源請求]
3. 统购统销政策的实施，使得粮、油等与国计民生息息相关的重要的产品处于国家的管控之下，将分散的小农经济纳入计划经济的范畴，成为建国初期计划经济体制确立的一个重要的标志。[來源請求]

消极影响：
- 在国家统一价格的“统购统销”政策下，形成了高度集中的垄断的经营管理体制，忽略了市场机制的调节作用，使得价值规律无法在价格调节和资源配置中发挥作用，严重影响了农民的积极性，进而影响了粮食产量，阻碍了农业经济的发展。同时也强化了城乡二元的社会结构，进一步拉大了城乡之间的差距。[來源請求]